# Lymantria curvifera
Lymantria curvifera är en fjärilsart som beskrevs av Walker 1866. Lymantria curvifera ingår i släktet Lymantria och familjen tofsspinnare. Inga underarter finns listade i Catalogue of Life.